# Ich bin der Welt abhanden gekommen
Ich bin der Welt abhanden gekommen ist ein Gedicht von Friedrich Rückert. Es findet sich in dem Zyklus Liebesfrühling, den er 1821 für seine spätere Frau Luise Wiethaus-Fischer schrieb.
Die Sätze des dreistrophigen Werkes kreisen um das lyrische Ich, das sich dem „Weltgewimmel“ entzogen hat und in sich zu ruhen scheint. Das Gedicht wurde von Gustav Mahler als drittes seiner Rückert-Lieder vertont.

## Form und Inhalt
Wie die Sprache ist auch die metrische Struktur des Gedichts sehr einfach. Es umfasst drei Strophen mit jeweils vier kreuzgereimten und vierhebigen Versen, die mehrheitlich weiblich enden.
Die Verse lauten:
Ich bin der Welt abhanden gekommen,

Mit der ich sonst viele Zeit verdorben.

Sie hat so lange von mir nichts vernommen,

Sie mag wohl glauben, ich sei gestorben.

Es ist mir auch gar nichts daran gelegen,

Ob sie mich für gestorben hält;

Ich kann auch gar nichts sagen dagegen,

Denn wirklich bin ich gestorben der Welt.

Ich bin gestorben dem Weltgewimmel

Und ruh’ in einem stillen Gebiet.

Ich leb’ in mir und meinem Himmel,

In meinem Lieben, in meinem Lied.

## Hintergrund
Die Verse wurden in dem 1821 entstandenen Gedichtzyklus Liebesfrühling veröffentlicht. Dieser erschien zuerst 1834 und erfuhr danach zahlreiche Neuauflagen. In der Ausgabe von 1836 sind insgesamt 393 Gedichte in fünf „Sträuße“ gebunden, denen der Verleger Johann David Sauerländer später einen weiteren „Strauß“ hinzufügte und die Zahl der Gedichte auf 458 brachte.
Die zur bürgerlichen Erlebnislyrik zählende Sammlung präsentiert sich als eine Art Tagebuch und entsprang seiner Werbung um Luise Wiethaus-Fischer. Er hatte die Adressatin seiner Liebesgedichte Ende 1820 in Coburg im Haus des Rates Fischer kennengelernt und am zweiten Weihnachtstag 1821 geheiratet.
Der rasch geschriebene Zyklus spiegelt Not und Zweifel ebenso wie Glück und schließlich erfüllende Liebe. Während die Sammlung in den ersten Jahrzehnten nach ihrer Veröffentlichung vielfach gelobt wurde und zu Rückerts Popularität beitrug, bemängelten spätere Kritiker, ihr fehle Szenisches und Charakterisierendes. Mit abgegriffenen Reimen und Bildern falle der Liebesfrühling gegenüber vorhergehenden Werken zurück; etwa dem 1812 entstandenen Zyklus Amaryllis. Für Heinrich Henel etwa bediente Rückert sich ungezwungen bei Goethe und eigenen vorhergehenden Werken, ohne nach neuen Motiven und Bildern zu suchen. Entschuldigend erklärte sein Biograph Helmut Prang, der Dichter habe sich in den Versen leichter ausdrücken können als in Prosa; zahlreiche Gedichte seien als private Aufzeichnungen gemeint, die nicht veröffentlicht werden sollten.
Bevor Gustav Mahler auf den Liebesfrühling zurückgriff, waren die Gedichte bereits von Komponisten wie Carl Loewe, Clara und Robert Schumann vertont worden, der Rückert 1844 in Berlin traf. So setzte er das unbetitelte Du meine Seele, du mein Herz an den Anfang seiner Clara gewidmeten Liedersammlung Myrthen, in der er neben Rückert andere Dichter wie Goethe, Heinrich Heine, Robert Burns und Wilhelm Gerhard vertonte. Sein Lied betitelte er mit Widmung und schrieb eine Musik, die mit der üppig arpeggierten Begleitfigur, den leidenschaftlichen Steigerungen und dem enharmonischen Übergang in den E-Dur-Mittelteil beeindruckt und von Franz Liszt für Soloklavier transkribiert wurde.
In den mit Clara geschriebenen Zwölf Liedern aus Friedrich Rückerts „Liebesfrühling“ und dem Minnespiel op. 101 wandte Schumann sich später erneut dieser Sammlung zu. Für das Minnespiel, das Anfang Juni 1849 in nur fünf Tagen geschrieben wurde, wählte er neun Gedichte des Zyklus.

## Vertonung und Zitat
Gustav Mahlers Vertonung gehört zu seinen persönlichsten und charakteristischsten Vokalwerken. Seine langjährige Vertraute Natalie Bauer-Lechner berichtete, dass er das Lied 1901 wie nebenbei in die Kompositionsarbeit der Sommerferienmonate hineingenommen und über die „ungemein erfüllte und gehaltene Art“ gesagt habe: „Das ist Empfindung bis in die Lippen hinauf, die sie aber nicht übertritt! Und: das bin ich selbst!“ Wie Mathias Hansen beschreibt, war die Aussage des Gedichts, der Welt abhandengekommen zu sein, für Mahler selbst zur bitter gefühlten Wirklichkeit geworden. Er habe die Verse als eigenes Bekenntnis verstanden und entsprechend vertont.
Die innige Grundstimmung des Liedes wird aus einem einzigen Motiv heraus erzeugt. Die mit c – d – f – a beginnende Tonfolge wird im ersten Motiv des Adagiettos (c – d – e – e – f) leicht variiert: Der große Sekundschritt der ersten Violinen im zweiten Takt leitet dort über den sehnsüchtigen Vorhalt  unmittelbar zum Grundton F der Tonika F-Dur. Dieser Kern kann als ein „Urmotiv“ in Mahlers Musik bezeichnet werden, verbindet einige seiner Werke über analoge Themen bis zu vollständigen Sätzen und färbt zudem den Tonfall der Musik unabhängig von weiteren Elementen des Klanges, Tempos oder der Dynamik.
In Thomas Manns Zeitroman Der Zauberberg, der ursprünglich als „eine Art von humoristischem Gegenstück“ zur Novelle Der Tod in Venedig  geplant war, kommt es im siebenten Kapitel zu einem weiteren Gespräch zwischen Hans Castorp und Clawdia Chauchat, der Femme fatale, deren Ausstrahlung ihn schon bei der ersten Begegnung in den Bann zog. Als er Clawdia eines Abends in der Halle nicht mit einer Briefmarke aushelfen kann und sie verwundert reagiert, erklärt er ihr, keine Briefe mehr zu schreiben, da er nach all den Jahren im Sanatorium die Fühlung zum Flachland verloren habe und zitiert einen Vers: „Wir haben ein Lied in unserem Volksbuch, worin es heißt: ‚Ich bin der Welt abhanden gekommen.‘ So steht es mit mir.“
Thomas Mann hatte das Gedicht vermutlich über Gustav Mahler kennengelernt und konnte es so seinem „einfachen Helden“  in den Mund legen. Nachdem er am 12. September 1910 die Uraufführung der Achten Sinfonie in München erlebt hatte, schrieb er dem Komponisten einige Tage später einen begeisterten Brief und sprach vom „ernstesten und heiligsten künstlerischen Willen“ der Zeit, den er verkörpere.

## Interpretationsansatz
Das Gedicht kommt ohne balladeske Handlungen und kühne Metaphern aus. Die einfachen Wendungen sind zeitlos und kreisen um das lyrische Ich, das wie auf einer Insel zu leben scheint. Die Weltabkehr erinnert an das Ideal klösterlichen Lebens oder den romantischen Taugenichts, der für praktische Zwecke nicht zu gebrauchen ist. Das Wort „Abhandenkommen“ deutet dabei auf einen wortlosen Vorgang und nicht auf den Protest eines Aussteigers.
Der Mensch, der sich der urbanen Geschäftigkeit, dem „Weltgewimmel“, entzieht, scheint in einer anderen Zeit und Wirklichkeit zu Hause und nur dort ganz bei sich zu sein. Dabei verweisen die letzten Zeilen auf die Sphäre, in der dies möglich ist: Eine himmlische Ruhe, in der sich die Wirklichkeit zur Poesie und das Leben zur Liebe verwandelt hat. Dieses Glück hat nichts mit den üblichen Zielen der Gesellschaft wie Fortschritt und Gemeinwohl zu tun, so dass es sich für Ulrich Karthaus als bürgerlicher Tod begreifen lässt. Mögen die Verse auf den ersten Blick einfach wirken, deuten sie doch auf ein tiefliegendes Problem: Die Sehnsucht des Menschen nach Übereinstimmung mit sich selbst, die sich hier bereits Anfang des 19. Jahrhunderts zeigt.